# Río Zeyi
El Zeyi es un río de la cuenca del Nilo. Nace en las montañas de Dogu'a Tembien en el norte de Etiopía y fluye hacia el sur para desembocar en el río Giba y en el Tekezé.

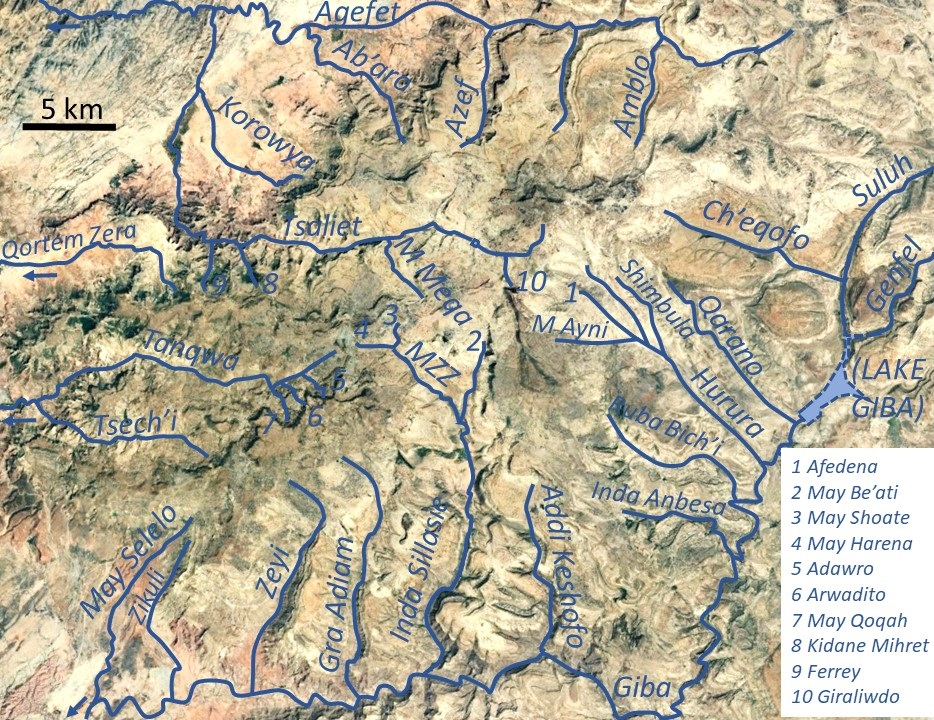
El río en la red de drenaje radial de Dogu'a Tembien

## Características
Es un río efímero confinado, un río de lecho rocoso, con una pendiente promedio de 68 metros por kilómetro. Con sus afluentes, el río ha abierto un profundo desfiladero.

## Inundaciones repentinas y amortiguación de inundaciones
La escorrentía se produce principalmente en forma de eventos de alta descarga de escorrentía que ocurren en un período muy corto (llamados inundaciones repentinas). Éstas están relacionadas con la topografía escarpada, la escasa cobertura vegetal y las intensas precipitaciones convectivas. Los picos de estas crecidas repentinas suelen tener una descarga entre 50 y 100 veces mayor que el caudal base precedente. Sin embargo, la magnitud de las inundaciones en este río ha disminuido gracias a las intervenciones en la cuenca.
En Ziban Dake y en otras pendientes empinadas, se han establecido zonas especiales con una densa vegetación que contribuyen en gran medida a una mayor infiltración, menos inundaciones y un mejor flujo base. También se han stablecido estructuras de conservación física como diques de piedra y presas de control que interceptan la escorrentía.

## Trashumancia hacia el desfiladero
La trashumancia tiene lugar en la temporada de lluvias de verano, cuando las tierras cercanas a los pueblos están ocupadas por los cultivos. Los pastores jóvenes llevan el ganado del pueblo al desfiladero y pernoctan en pequeñas cuevas. Los desfiladeros son especialmente atractivos como zona de destino de la trashumancia, porque hay agua y un buen crecimiento de la vegetación seminatural.

## Cantos rodados y guijarros en el lecho del río.
Los cantos rodados y los guijarros que se encuentran en el lecho del río pueden proceder de cualquier lugar de la cuenca superior. En los tramos más altos del río, sólo estarán presentes en el lecho del río fragmentos de roca de las unidades litológicas superiores, mientras que más abajo se puede encontrar una mezcla más completa de todas las litologías atravesadas por el río. De aguas arriba a aguas abajo, en la cuenca aparecen las siguientes unidades litológicas.
- Basalto superior
- Depósitos lacustres intercalados
- Basalto inferior
- Formación Amba Aradam
- Caliza de Antalo
- Toba de agua dulce cuaternaria[10]
- Arenisca de Adigrat

## Límite natural
Durante su curso, este río pasa por tres municipios y constituye sus límites.  En las distintas partes:
- Walta al este
- Seret al noroeste
- Simret al oeste y suroeste

## Senderismo por el río
Se han establecido rutas de senderismo a lo largo y ancho de este río. Las pistas no están marcadas en el suelo, pero se pueden seguir mediante descargas. Archivos GPX.
- Ruta 8, con dos variantes, a través y a lo largo del desfiladero de Zeyi

En la temporada de lluvias, pueden ocurrir inundaciones repentinas y se recomienda no seguir el lecho del río. A veces puede resultar imposible cruzar el río en la temporada de lluvias.